# Brehmpapagei
Der Brehmpapagei (Psittacella brehmii) ist eine Vogelart aus der Gattung der Bindensittiche. Die Art kommt endemisch auf der Insel Neuguinea vor.
Sie ist nach dem deutschen Zoologen Alfred Brehm benannt.

## Merkmale
Der Brehmpapagei ist mit ca. 24 cm und einem Gewicht von 94 bis 120 g der mit Abstand größte Bindensittich. Das Männchen hat einen grauen Schnabel, der Kopf ist dunkelbraun mit einem gelben Streifen an der Seite. Nacken und Rücken sind grün-schwarz gebändert, die Flügel, der Bauch und die Schwanzoberseite grün, die Schwanzunterseite bräunlich.
Beim Weibchen fehlt der gelbe Kopfstreif und die Brust ist gelb-schwarz gebändert. Die Jungtiere ähneln dem Weibchen.

## Habitat
Zu seinem Lebensraum zählen tropische Gebirgswälder und subalpine Gebüschzonen auf einer Höhenstufe von 1500 bis 2600 m, auf der Huon-Halbinsel auch bis 3800 m.

## Ernährung
Er frisst Früchte, Samen, Beeren, Knospen und Blätter.

## Unterarten
Es werden folgende Unterarten unterteilt:
- P. b. brehmii Schlegel, 1873
- P. b. intermixta Hartert, E 1930
- P. b. harterti Mayr, 1931
- P. b. pallida A. Meyer, 1886

 Psittacella brehmii buergersi Reichenow, 1918 wird heute als Synonym zu P. b. pallida, Psittacella brehmii ornata Mayr, 1931 als Synonym zu P. b. harterti betrachtet.